# Sept à huit
Sept à huit est une émission de télévision française d'information hebdomadaire diffusée sur TF1 depuis le 10 septembre 2000, présentée par Harry Roselmack et produite par Éléphant et Cie, la société de production d'Emmanuel Chain et de Thierry Bizot.
Avec Sept à Huit, TF1 jouait gros en proposant un magazine d’information d’un genre nouveau pour cette tranche horaire (19 h-20 h) dans une case très exposée face à un Vivement dimanche prochain puis Les Enfants de la Télé qui attire les foules sur France 2.

## Historique
À la rentrée 1997, après l’arrêt de 7 sur 7, l'émission est remplacée par Public, présentée par Michel Field, puis par 19 heures dimanche, présentée par Ruth Elkrief de 1999 à 2000. À la rentrée 2000, TF1 décide de renouveler les programmes de cette case en lançant le magazine Sept à huit.

## Diffusion
À ses débuts, jusqu'en mai 2011, l'émission est diffusée sur TF1  de 18 h 50 à 19 h 50 tous les dimanches.
Du 22 mai 2011 au 10 mai 2015, l'émission est diffusée de 18 h à 19 h 45.
Depuis le 17 mai 2015, l'émission est divisée en deux parties : Sept à huit Life diffusée de 17 h 15 à 18 h 30, puis Sept à huit diffusée de 18 h 30 à 19 h 45.
Lors de certains événements, l'émission est en direct.
Du 23 mars au 10 avril 2020, l'émission est aussi diffusée en quotidienne, en remplacement de la série Demain nous appartient dont le tournage est interrompu à la suite de la pandémie de Covid-19.

## Principe
Sept à huit (hors Sept à huit Life) propose entre trois et quatre reportages de formats divers sur l'actualité du moment : actualité dite « chaude » ou magazine, politique, faits divers, événements internationaux, l'émission raconte chaque semaine l'actualité à travers les histoires de ceux qui la font, que ce soit des personnalités en vue ou des anonymes.
La dernière rubrique, « Le portrait de la semaine », correspond à l'interview d'une personnalité ou d'un inconnu sur un événement majeur le concernant. Cette interview est toujours réalisée par Thierry Demaizière, qui n'apparaît jamais à l'écran. En août 2018, Thierry Demaizière quitte l'émission pour prendre du recul et réaliser des documentaires,. Il est remplacé par Stéphanie Davoigneau, qui était déjà son joker par le passé. À la rentrée 2020, Stéphanie Davoigneau est remplacée par Audrey Crespo-Mara.
L'émission réunit en moyenne chaque dimanche soir plus de 4,5 millions de téléspectateurs.[réf. nécessaire]
En 2003, Sept à huit obtient le 7 d'or du meilleur magazine d'information.
L'émission fête sa 100e le 25 mai 2003.

## Présentation et le portrait de la semaine
| 2000-2001                         | 2001-2006                         | 2006-2008                            | 2008-2018          | 2018-2020            | 2020-              |
| --------------------------------- | --------------------------------- | ------------------------------------ | ------------------ | -------------------- | ------------------ |
| Laurence Ferrari et Thomas Hugues | Laurence Ferrari et Thomas Hugues | Harry Roselmack et Anne-Sophie Lapix | Harry Roselmack    | Harry Roselmack      | Harry Roselmack    |
|                                   | Thierry Demaizière                | Thierry Demaizière                   | Thierry Demaizière | Stéphanie Davoigneau | Audrey Crespo-Mara |

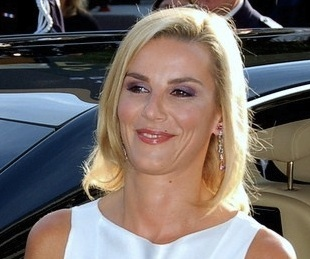
Laurence Ferrari
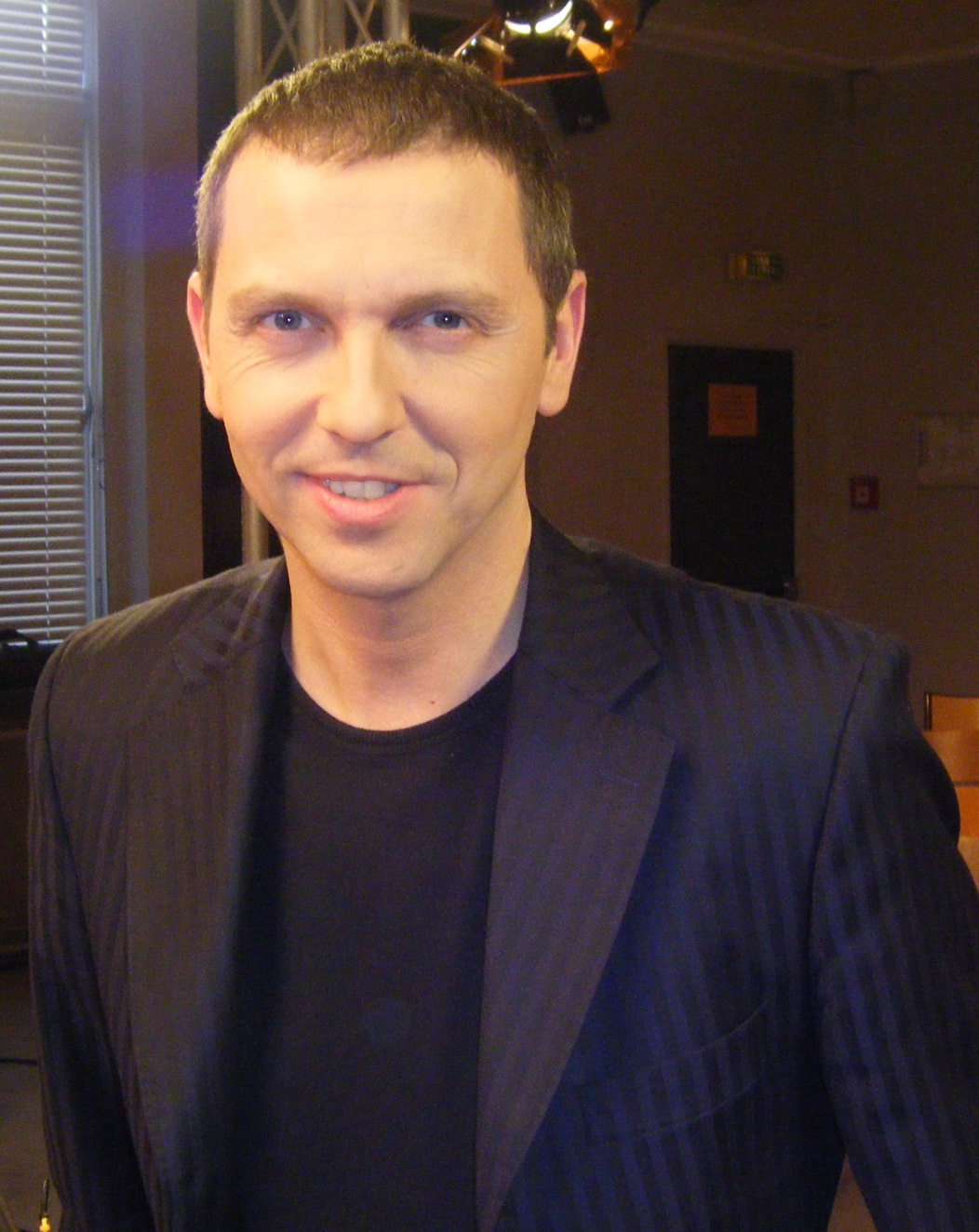
Thomas Hugues
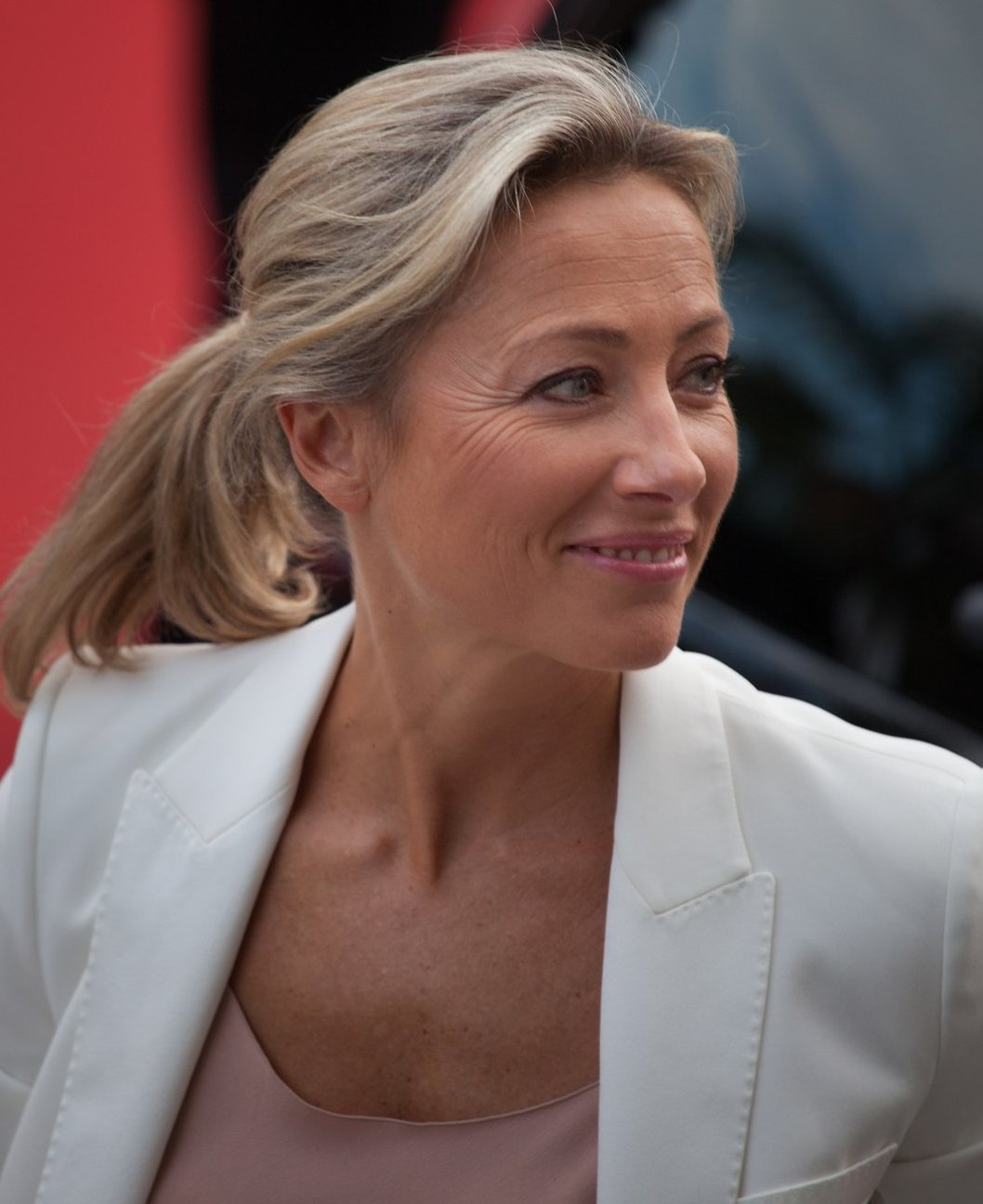
Anne-Sophie Lapix
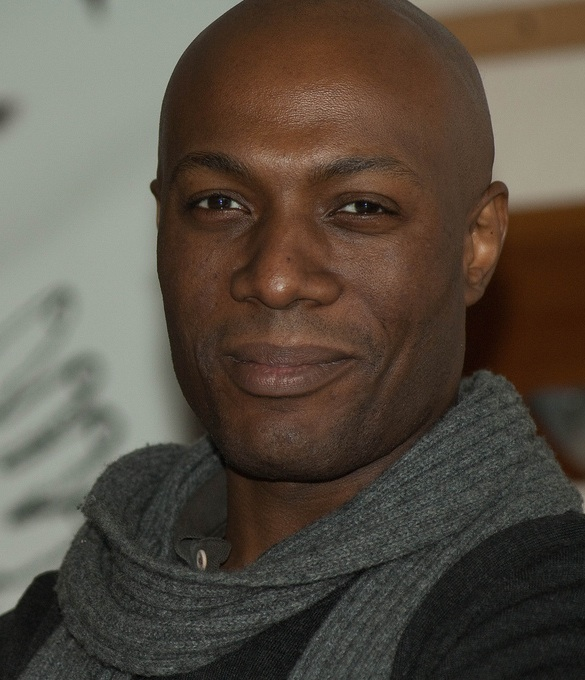
Harry Roselmack

## Identité visuelle (logo)

Logo de Sept à huit du 10 septembre 2000 au 6 septembre 2020, et de Sept à huit Life du 17 mai 2015 au 6 septembre 2020

Le 6 septembre 2020, le magazine Sept à huit s’est vêtu d'un nouveau logo et d'un nouvel habillage. Il est de même pour son magazine hors-série, Sept à huit Life.

## Audiences
L'émission réunit en moyenne chaque dimanche soir plus de 4,5 millions de téléspectateurs.
| Tableau des audiences notables    | Tableau des audiences notables                 | Tableau des audiences notables | Tableau des audiences notables | Tableau des audiences notables |
| Présentation                      | Date                                           | Audience moyenne               | Audience moyenne               | Références                     |
| Présentation                      | Date                                           | Nombre de téléspectateurs      | PDM                            | Références                     |
| --------------------------------- | ---------------------------------------------- | ------------------------------ | ------------------------------ | ------------------------------ |
| Laurence Ferrari et Thomas Hugues | Dimanche 10 septembre 2000 (1re émission)      | 3 528 270                      | 25,7%                          | [ 8 ]                          |
| Laurence Ferrari et Thomas Hugues | Dimanche 16 septembre 2001 (spéciale USA)      | 6 290 340                      | 39,3%                          | [ 9 ]                          |
| Laurence Ferrari et Thomas Hugues | Dimanche 17 novembre 2002                      | 7 900 000                      | 38,7%                          | [ 10 ]                         |
| Laurence Ferrari et Thomas Hugues | Dimanche 23 novembre 2003                      | 6 900 000                      | 33,8%                          | [ 10 ]                         |
| Laurence Ferrari et Thomas Hugues | Dimanche 27 novembre 2005 (200e émission)      | 7 210 000                      | 33,7%                          | [ 11 ]                         |
| Harry Roselmack                   | Dimanche 27 février 2011                       | 5 600 000                      | 28,5 %                         | [ 12 ]                         |
| Harry Roselmack                   | Dimanche 1er février 2015 (Sept à 8)           | 6 500 000                      | 26,2 %                         | [ 13 ]                         |
| Harry Roselmack                   | Dimanche 17 mai 2015 (1re émission 7 à 8 Life) | 1 790 000                      | 17,1 %                         | [ 14 ]                         |
| Harry Roselmack                   | Dimanche 3 novembre 2019 (7 à 8)               | 4 460 000                      | 23,9 %                         | [ 15 ]                         |
| Harry Roselmack                   | Dimanche 24 novembre 2019 (7 à 8 Life)         | 2 600 000                      | 19 %                           | [ 16 ]                         |

## Sept à huit Life
La première diffusion de Sept à huit Life a lieu le 17 mai 2015. Cette émission complémentaire est diffusée juste avant Sept à huit, tous les dimanches de 17 h 15 à 18 h 30. Elle est elle aussi présentée par Harry Roselmack sur le même plateau de télévision.
Cette émission se différencie de sa grande sœur Sept à huit par une ligne éditoriale axée davantage sur la proximité avec les téléspectateurs. Les reportages couvrent généralement l'actualité à échelle nationale. Questions sociétales, immersions et rencontres avec les Français(es) du quotidien en sont les principales rubriques.

## Sept à huit: la quotidienne
La première diffusion de Sept à huit : la quotidienne a eu lieu le 23 mars 2020, à la suite de la suspension de Demain nous appartient dont le tournage est interrompu à la suite de la pandémie du Coronavirus. Cette émission complémentaire est diffusée juste avant le Journal de 20h, du lundi au vendredi de 19h05 à 19h55. Elle est, elle aussi, présentée par Harry Roselmack.
Cette émission se différencie de Sept à huit diffusé le dimanche soir car c'est une émission quotidienne focalisée sur la Covid-19.Faute d’audience, la diffusion sera arrêtée définitivement à compter du 13 avril 2020.
| Jour et horaire de diffusion                           | Audience moyenne          | Audience moyenne | Classements | Références |
| Jour et horaire de diffusion                           | Nombre de téléspectateurs | PDM              | Classements | Références |
| ------------------------------------------------------ | ------------------------- | ---------------- | ----------- | ---------- |
| Lundi 23 mars 2020 (1re émission de 19 h 05 à 19 h 55) | 2 680 000                 | 11,2 %           | 3e          | [ 17 ]     |
| Mardi 24 mars 2020 (19 h 10 - 19 h 55)                 | 2 520 000                 | 10,7 %           | 3e          | [ 18 ]     |
| Mercredi 25 mars 2020 (19 h 10 - 19 h 55)              | 2 130 000                 | 9,2 %            | 3e          | [ 19 ]     |
| Jeudi 26 mars 2020 (19 h 10 - 19 h 55)                 | 2 140 000                 | 9,3 %            | 3e          | [ 20 ]     |
| Vendredi 27 mars 2020 (19 h 10 - 19 h 55)              | 2 460 000                 | 10,6 %           | 3e          | [ 21 ]     |
| Moyenne                                                | 2 386 000                 | 10,2 %           | 3e          | -          |
| Lundi 30 mars 2020 (19 h 10 - 19 h 40)                 | 2 020 000                 | 9,2 %            | 3e          | [ 22 ]     |
| Mardi 31 mars 2020 (19 h 10 - 19 h 55)                 | 2 100 000                 | 9,7 %            | 3e          | [ 23 ]     |
| Mercredi 1er avril 2020 (19 h 10 - 19 h 40)            | 2 150 000                 | 9,7 %            | 3e          | [ 24 ]     |
| Jeudi 2 avril 2020 (19 h 10 - 19 h 55)                 | 2 020 000                 | 9,2 %            | 4e          | [ 25 ]     |
| Vendredi 3 avril 2020 (19 h 10 - 19 h 55)              | 2 100 000                 | 9,8 %            | 3e          | [ 26 ]     |
| Moyenne                                                | 2 078 000                 | 9,5 %            | 4e          | -          |
| Lundi 6 avril 2020 (19 h 10 - 19 h 55)                 | 1 790 000                 | 8,2 %            | 5e          | [ 27 ]     |
| Mardi 7 avril 2020 (19 h 10 - 19 h 55)                 | 1 680 000                 | 8 %              | 5e          | [ 28 ]     |
| Mercredi 8 avril 2020 (19 h 10 - 19 h 55)              | 1 550 000                 | 7,7 %            | 5e          | [ 29 ]     |
| Jeudi 9 avril 2020 (19 h 10 - 19 h 55)                 | 1 640 000                 | 8,2 %            | 5e          | [ 30 ]     |
| Vendredi 10 avril 2020 (19 h 10 - 19 h 55)             | 1 650 000                 | 8,5 %            | 4e          | [ 31 ]     |
| Moyenne                                                | 1 662 000                 | 8,1 %            | 5e          | -          |

Légende :
- Plus hauts chiffres hebdomadaires d'audience
- Plus bas chiffres hebdomadaires d'audience
- Meilleur score d’audience de l’émission

Téléspectateurs (en milliers) : 
| Légende : Quotidienne |

PDM (en %) : 
| Légende : Quotidienne |